# Christophe Decarnin
Christophe Decarnin (* 1964 in Le Touquet-Paris-Plage) ist ein französischer Couturier und ehemaliger Leiter Entwurf des Pariser Modehauses Balmain.

## Biografie
Decarnin wurde 1964 in Le Touquet-Paris-Plage in Nordfrankreich geboren und zog 1981 im Alter von 17 Jahren nach Paris, wo er die Modeschule École supérieure des arts et techniques de la mode (ESMOD) besuchte. Nach seinem Abschluss wurde er von Paco Rabanne angeworben, wo er sieben Jahre lang in der Kreativdirektion arbeitete. 2000 wechselte er als Berater zu Georges Rech. Ende 2005 wurde er vom Pariser Modehaus Balmain angeworben, das zu dieser Zeit in finanziellen Schwierigkeiten steckte. 
Dort wurde er 2006 unter dem Chef-Designer und Gründer Pierre Balmain zum Leiter Entwurf befördert und schaffte es innerhalb kürzester Zeit die Konzernumsätze zu verfünffachen und das Modehaus wieder auf Erfolgskurs und zu alter Größe  zu bringen. Das Modehaus galt nunmehr als verwegen, ultrasexy und ultrateuer. Im Jahr 2011 schied er aufgrund von Depressionen aus, nachdem er sich bereits seit Dezember 2010 in stationärer Behandlung in einem Krankenhaus befand. Am 6. April 2011 wurde Olivier Rousteing sein Nachfolger als Artdirector bei Balmain.